# Denduri templom

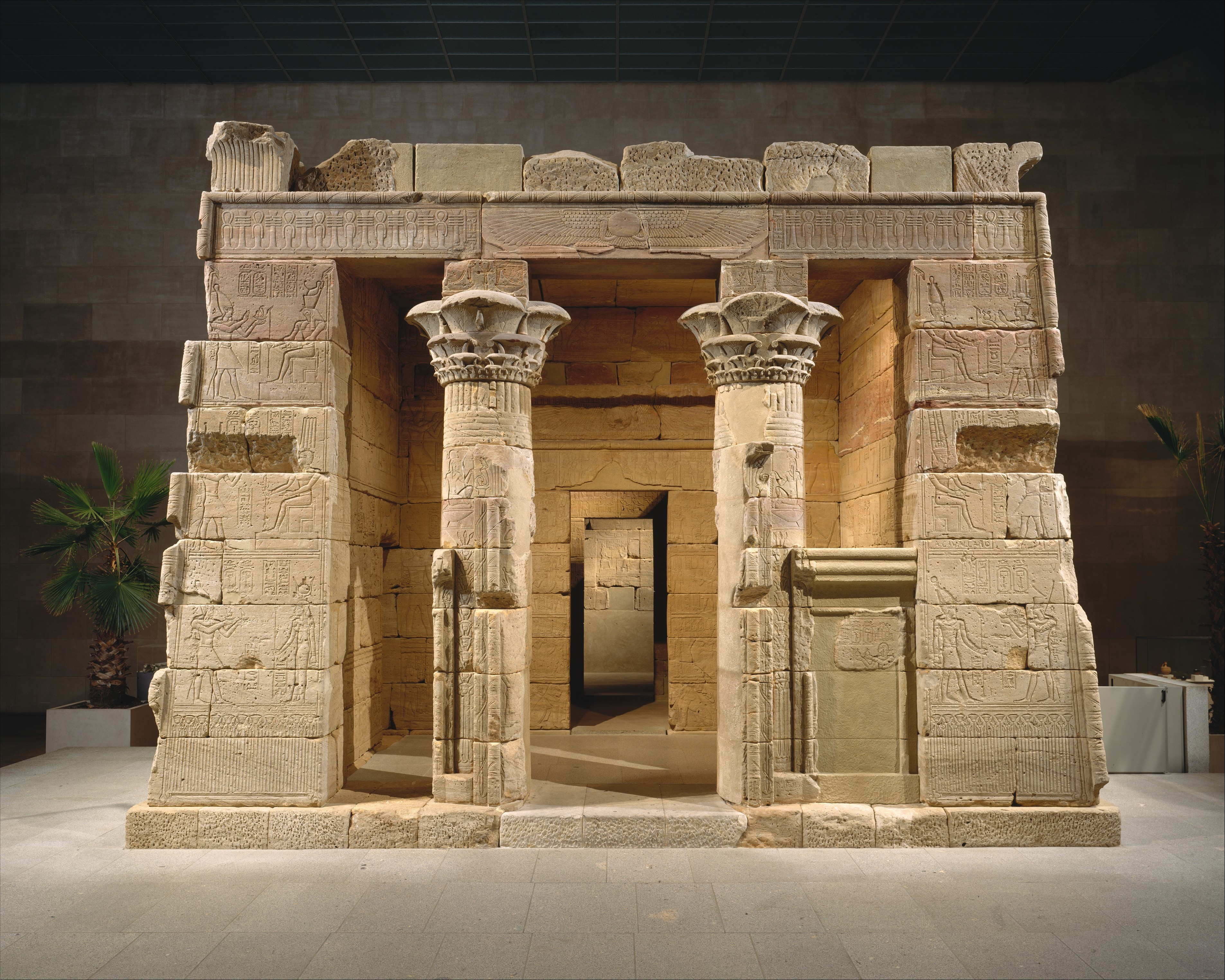
A denduri templom a Metropolitanben

A denduri templom egy római kori kis templom Egyiptomban. Augustus császár idejében, i. e. 15 körül építtette Gaius Petronius, Egyiptom provincia kormányzója a philae-i Ízisz, Ozirisz és két helyben tisztelt, istenített testvér, Pediésze és Pihor tiszteletére, akik körülbelül a XXVI. dinasztia idején éltek és valószínűleg vízbe fulladtak; haláluk után Ozirisszel hozták őket összefüggésbe. A templom később keresztény templomként is szolgált. Ma a New York-i Metropolitan Művészeti Múzeum gyűjteményének része, ahol 1978 óta megtekinthető; az Egyesült Államok azután kapta ajándékba Egyiptomtól, hogy nagy mértékben hozzájárult a leletmentéshez az asszuáni gát építésekor. A templom eredeti helyén Asszuántól 77 kilométerre délre, a Nílus nyugati partján állt, ahol a gátépítés után teljesen ellepte volna a folyó vize.

## A templom leírása

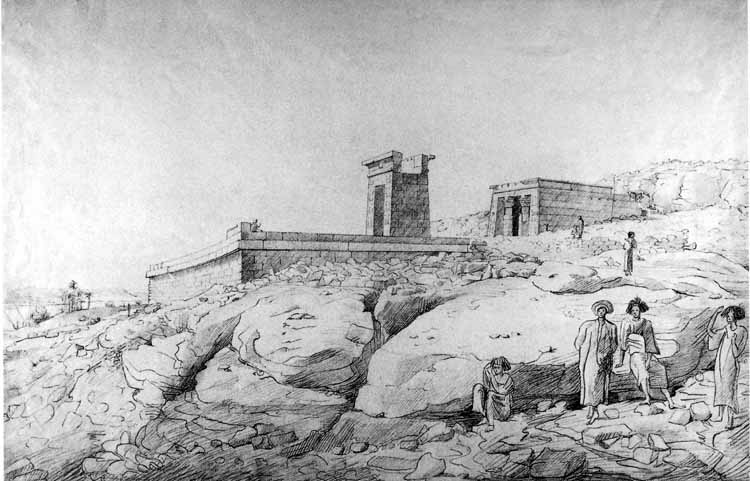
A templom eredeti helyén (Henry Salt rajza)

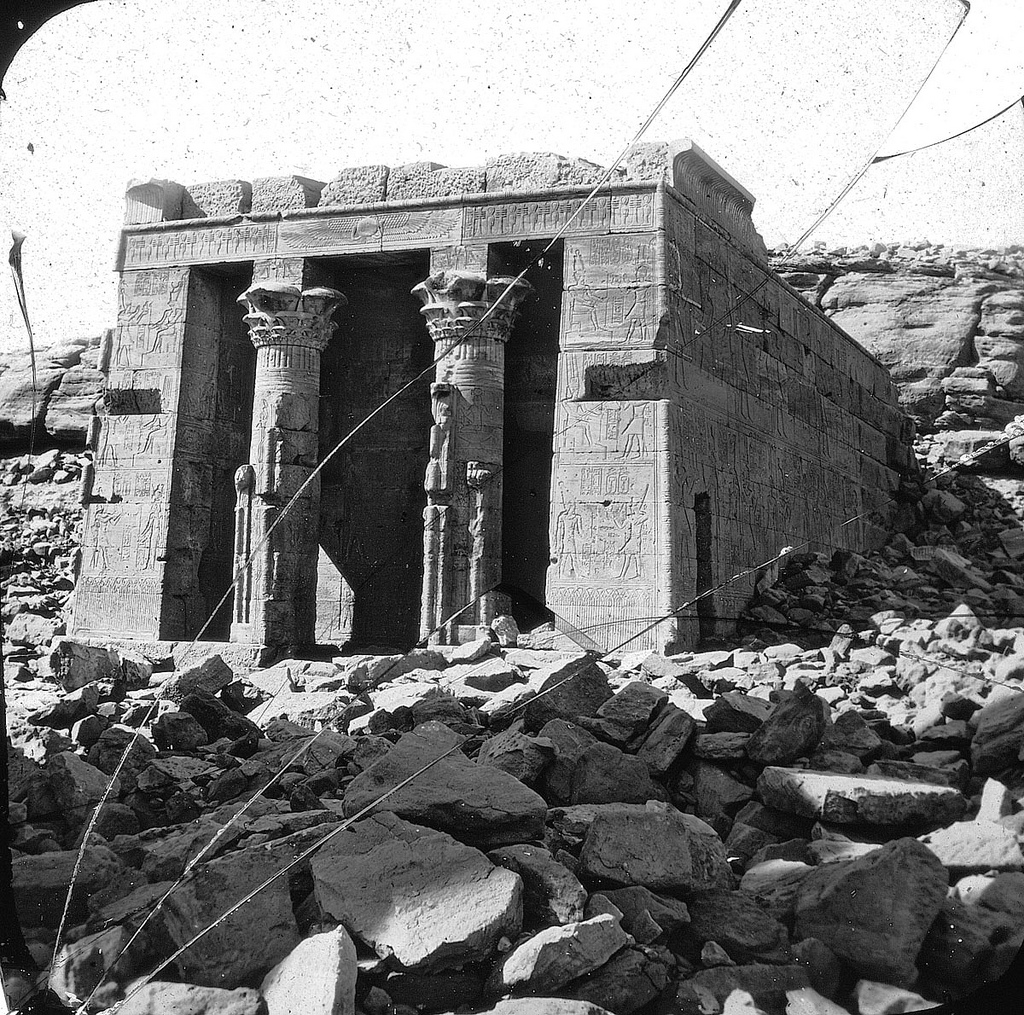
A templom a Brooklyni Múzeum archívumában őrzött képen

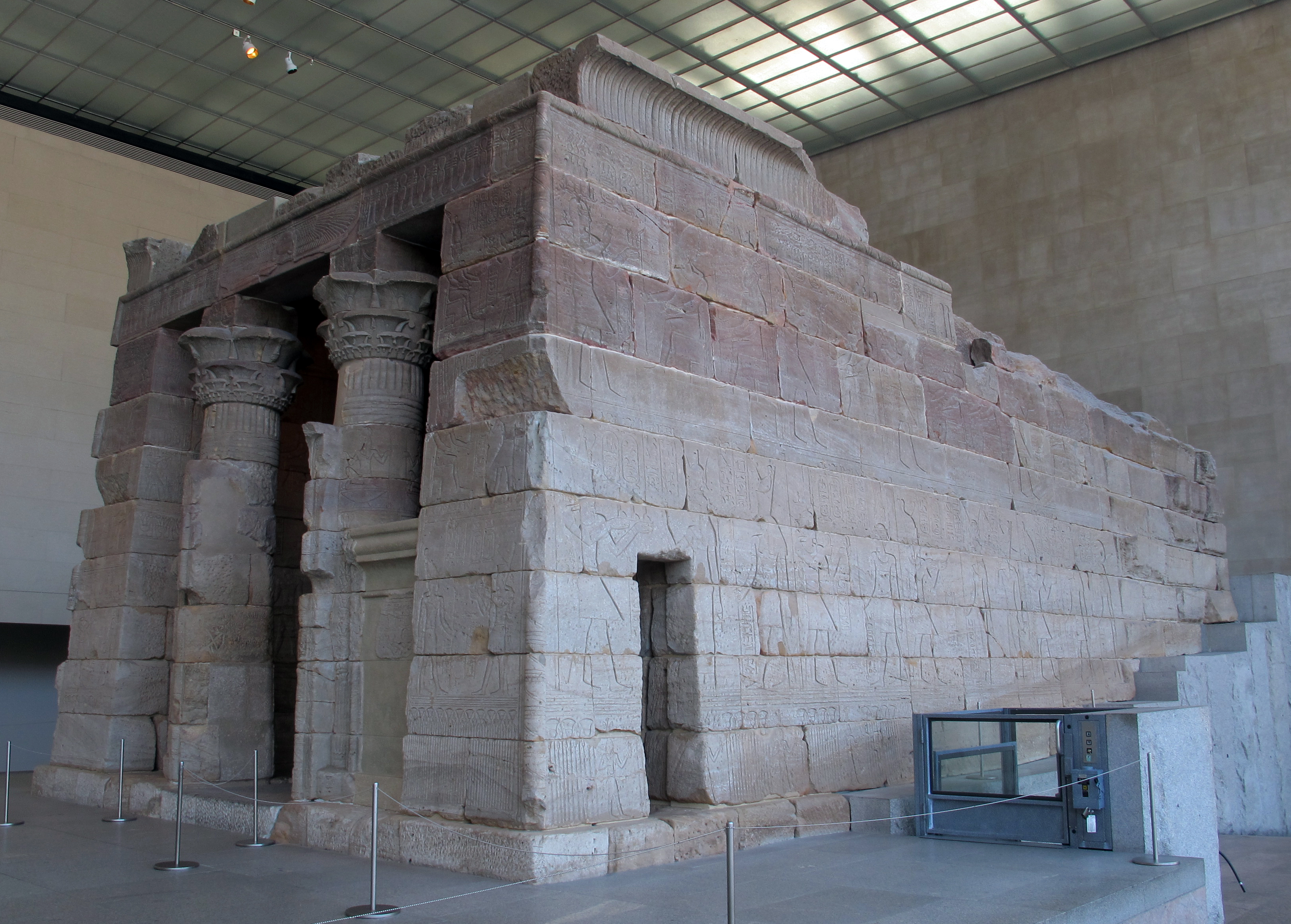
A templom épülete ma

A templom homokkőből épült, a sivatag szélén álló sziklafal előtt. A fallal elkerített terület teljes hossza 25 méter a pülóntól az épület hátuljáig. A templom 6,6 méter magas pülónjából már csak a kőkapu maradt meg, előtt széles, a Nílusra néző terasz épült, ami a helyi templomok egyik jellegzetessége. A pülón mögött tíz méterrel helyezkedik el a templom épülete, ami 13,3 méter hosszú és 7 méter széles; három helyiségből áll, egy pronaoszból (előszentély), egy előkamrából és a szentélyből. A szentély mögött, magába a sziklába vésve egy kis helyiség található, díszített bejárattal, előtte kis udvarral. Lehetséges, hogy ez a helyiség volt az eredeti szentély, és a később épült szentélyből ajtó is vezet ide, a sziklába vájt helyiség azonban nem igazodik pontosan a templom tengelyéhez. A teljes komplexum 25 méter hosszú a kaputól az épület hátuljáig.
A templom díszítése domborműves. A külső falat Augustus császár képe díszíti; az uralkodó áldozatot mutat be Ozirisz, Ízisz és Hórusz előtt. A pülón és az épület bejárata díszítésének alsó regiszterében lótusz és papirusz váltakozik. A pülón párkányát szárnyas napkorong díszíti, két oldalán ureuszok, melyek Felső- és Alsó-Egyiptom koronáját viselik.
A pronaosz homlokzatának szárnyas napkoronggal díszített architrávját két oszlop tartja, az oszlopfőket részletesen kidolgozott virágmotívumok díszítik, alattuk térdelő emberalakok. A pronaosz belsejébe a két oszlop között vezetett az út. Minden oldala díszített, a díszítések két regiszterben az uralkodót ábrázolják istenek előtt, amint áldozatot mutat be. Az ebben a helyiségben szereplő istenek Pediészén és Pihóron kívül Ámon, Irihemesznefer, Ozirisz, Harendotész, Thot és Ízisz. A mennyezet alatt fríz fut körbe, alatta kiterjesztett szárnyú keselyűket ábrázolnak, keselyű-, illetve kígyófejjel. Az északi falon démotikus nyelvű felirat található, a délin pedig egy kopt nyelvű. A szentély előtti előkamrába a nyugati falba vágott ajtó vezetett; a déli és az északi falba is ajtót vágtak, utóbbit azonban csak utólagosan, a fal díszítésének egy részét elpusztítva.
Az előkamrának csak a keleti falán található díszítés. Az ide vezető ajtó párkányát is egy szárnyas napkorong díszíti, két oldalán Felső-, illetve Alsó-Egyiptom koronáját viselő ureuszok láthatóak. Az ajtón a király isteneknek mutat be áldozatot.
A szentély ajtajának csak a keleti oldala díszített. Az ajtót a templom történelme során valamikor megnagyobbították, feltehetően azért, hogy a más templomokból származó istenszobrok látogatásuk során beférjenek. Az ajtó architrávjának díszítése durvábban kidolgozott, és a szövegeket nem vésték ki, csak festett nyomok maradtak. Magának a szentélynek a falain sincsenek feliratok, leszámítva egy sztélét, amit a nyugati falba vágtak. A sztélé felső részét ureuszok díszítik, ez alatt két regiszterben látható egy-egy jelenet; a felső Íziszt és az őt imádó Pihórt ábrázolja, az alsó pedig Oziriszt és az őt imádó Pediészét. A sztélé valójában egy egyiptomi szentély kétdimenziós ábrázolása, a felső regiszter a belső, az alsó pedig a külső falnak felel meg.
A sztélé mögött a núbiai templomokat vizsgáló Franz Christian Gau egy rejtett kis helyiséget talált. A templom hátsó fala elég vastag ahhoz, hogy kialakíthattak benne egy üreget, amiben akár két emberi test is elférhetett. Ez alapján elképzelhető lenne, hogy itt volt a testvérpár sírja, a templom külső falának egyik köve azonban elmozdítható és túl könnyű hozzáférést nyújt az üreghez, ez alapján az is elképzelhető, hogy az orákulumként is működő szentélyben itt rejtőzött el a pap, akinek a hangján az isten megszólalt.
A 19. században európai látogatók több graffitit hagytak a templom falain. Az A L Corry RN 1817 feliratot, mely a templombejáratnál van szemmagasságban, Armar Lowry Corry brit ellentengernagy hagyta, egy másikat Girolamo Segato olasz egyiptológus.

## A templom vallási jelentősége

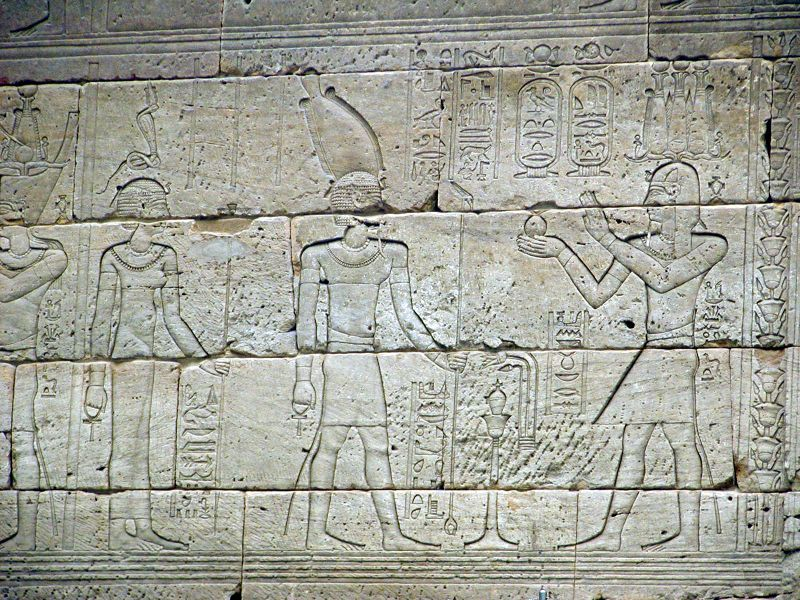
Augustus császár Ozirisz előtt

Egyiptom i. e. 30-ban, azaz csak pár évtizeddel a templom építése előtt lett római provincia. A római császárok építkezésekkel próbálták megnyerni maguknak az ország népét, így Egyiptom-szerte új templomok épültek. Uralkodóként át kellett venniük a fáraói ranggal járó szerepeket, így az ország legfőbb papjának szerepét is, emiatt ábrázolták Augustust Dendurban, ahol a valóságban soha nem járt. A császárt a templom feliratai leggyakrabban fáraóként, ezenkívül több helyen, például a pronaoszban Autotratorként és Kaiszaroszként említik. Előbbi az autokrator (egyeduralkodó; a római imperator görög változata) elírása; az elírás szándékosnak tűnik, a szimmetria érdekében.
A denduri templomban – amellett, hogy a többi korabeli alsó-núbiai templomhoz hasonlóan ez is a philae-i istenpár, Ízisz és Ozirisz tiszteletére is épült – egy núbiai főnök vízbe fulladt fiait is istenként tisztelték. A testvérpárra a heszi szóval utalnak, ami eredetileg kegyeltet jelentett, görög nyelvbe azonban meglepő módon a „megfulladt” jelentésben került át. Ez éles ellentétben áll azzal az egyiptomi nézettel, mely szerint a túlvilági élethez szükséges a test fennmaradása. Mivel azonban Oziriszt, mint a földműveléssel kapcsolatban álló istent a Nílus áradásával is összefüggésbe hozták, vízbe fulladni egy idő után annyit jelentett, mint eggyé válni Ozirisszel, és az i. e. 4. századtól előfordulnak olyan sztélék, amelyek a heszi szóval utalnak a vízbe fulladt emberre.
A Pediészét és Pihort ábrázoló jelenetek a templomban több helyen Oziriszt és Íziszt ábrázoló jelenetek tükörképei. Ezeknél a két fivér mindig az északi, az istenek a déli oldalon találhatóak, hasonlóan a többi alsó-núbiai templomhoz, ahol a déli oldal mindig Ozirisznek és Ízisznek, az északi a helyi isteneknek van fenntartva. A denduri szentélyben lévő sztélén a felső jeleneten nem a király, hanem Pihor áldoz Ízisznek, az alsón pedig Pediésze Ozirisznek. Ez azt jelenti, hogy a szentély belsejében, a templom legjelentősebb pontján az egyiptomiak már különbséget tettek istenek és istenné vált emberek között.

## A templom a modern korban

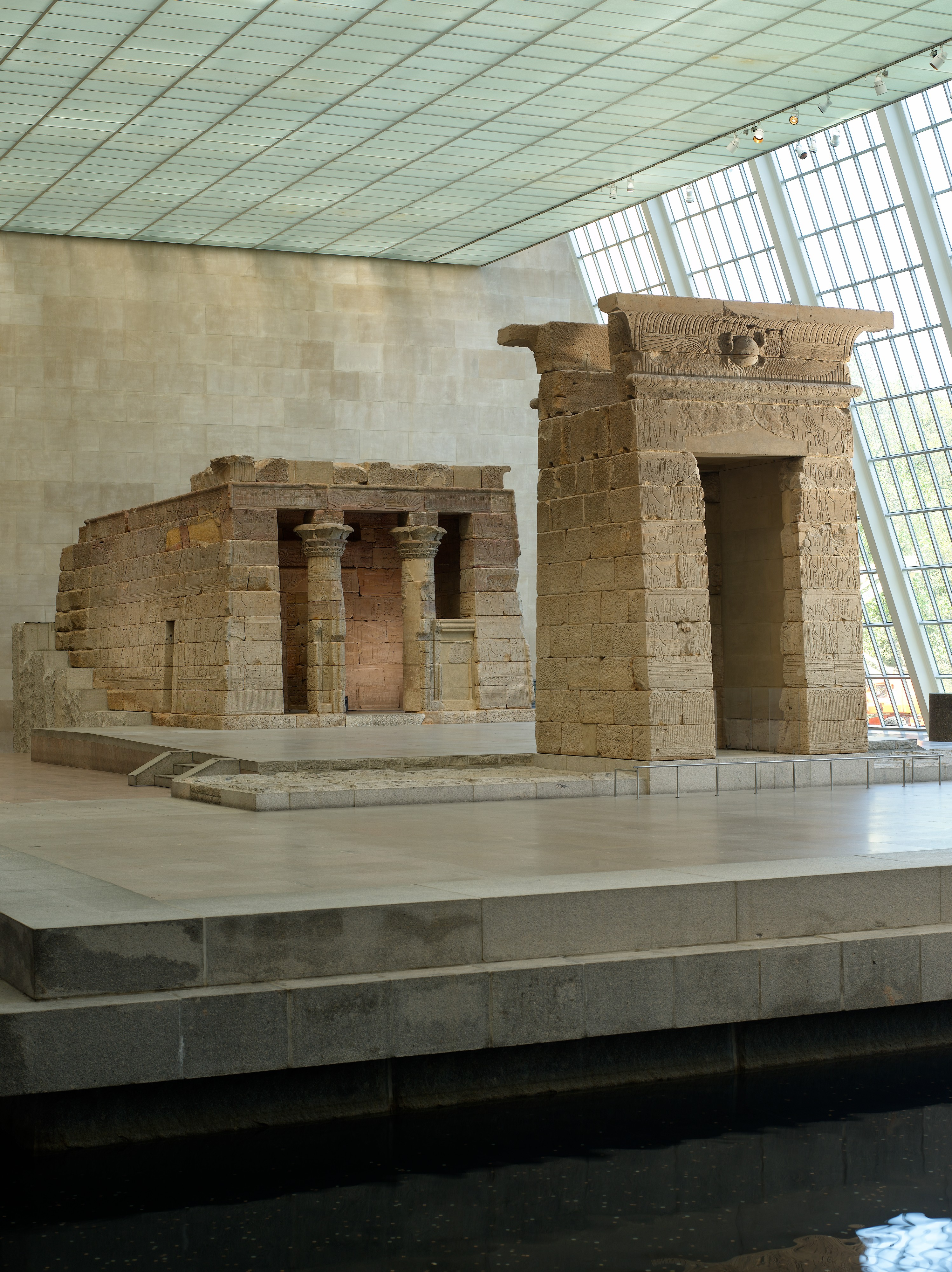
A denduri templom a Metropolitanben

A templomot az asszuáni gát építése veszélybe sodorta, ezért egyike lett azoknak az ókori műemlékeknek, melyeket nemzetközi összefogással mentettek meg a pusztulástól, hogy ne borítsa el az újonnan létrejövő Nasszer-tó vize. A leghíresebbek, az Abu Szimbel-i templomok mellett több más műemléket is át kellett helyezni, közülük néhányat a mentésben részt vevő országok kaptak ajándékba az egyiptomi kormánytól. A denduri templomot Egyesült Államok kapta 1965 augusztusában, az ország nevében Jacqueline Kennedy first lady és más méltóságok vették át. A templom összsúlya elérte a 800 tonnát, legnagyobb kőtömbjei 6,5 tonnát nyomtak; 661 tárolókonténerben szállították át az óceánon a Concordia Star teherszállító hajón. Több mint húsz amerikai város múzeuma szerette volna megkapni a templomot, a versengést a sajtó „denduri derbinek” nevezte el. Felmerült többek között az, hogy a washingtoni Potomac folyó vagy a bostoni Charles folyó partján állítják fel, az éghajlat miatt azonban mindkét helyszín műemlékvédelmi szempontból aggályos lett volna (az európai országoknak adományozott három templom közül egyedül a száraz, napos éghajlatú Madridba szállított épületet állították ki szabad téren). Végül 1967. április 27-én a New York-i Metropolitan gyűjteményébe került, ahol Kevin Roche és John Dinkeloo tervei alapján külön szárnyat építettek az elhelyezésére. Itt állították ki 1978-ban. A templom előtt tükröződő vízmedence van, mögötte lejtős fal áll, ezek jelképezik az eredeti helyszínt, a Nílust és a sziklákat. A mennyezet és a falak üvege úgy szórja a fényt, hogy utánozza a núbiai napsütést.